# 부발읍
부발읍(夫鉢邑)은 대한민국 경기도 이천시의 북동부에 위치한 읍이다. 읍사무소 소재지는 무촌리이다.

## 역사
1760년 조선 영조 대에 부노곡면과 발산면으로 존재했던 것이 확인되나, 이후 1905년 부면과 발면으로 개칭되었다가 1914년 3월 합병되어 부발면이 성립하게 되었다. 1989년 4월 1일에 부발읍으로 승격되어 현재에 이른다.

## 법정리
- 가산리(柯山里)
- 가좌리(加佐里)
- 고백리(高白里)
- 대관리(大冠里)
- 마암리(馬岩里)
- 무촌리(武村里)
- 산촌리(山村里)
- 송온리(松溫里)
- 수정리(水井里)
- 신원리(新元里)
- 신하리(新河里)
- 아미리(牙美里)
- 응암리(鷹岩里)
- 죽당리(竹堂里)

## 교통
- 부발역
- 신하리 중간 승하차장[2]
- 부발차량사업소

## 아파트
| 단지명          | 건설사       | 시행사         | 주소                               | 입주        | 비고 |
| --------------- | ------------ | -------------- | ---------------------------------- | ----------- | ---- |
| 아미리 현대 3차 | 현대건설     | 청천산업개발㈜ | 부발읍 경충대로 2037 (아미리)      | 1997년 5월  |      |
| 아미리 현대 7차 | 현대산업개발 | 현대산업개발   | 부발읍 신아로92번길 74-25 (아미리) | 1999년 11월 |      |

## 교통
- 신하리시외버스정류장 (삼익아파트)